# Хонорије Кентерберијски
Хонорије (умро 30. септембра 653) је био један од чланова Грегоријанске мисије који је учествовао у покрштавању Англо-Саксонаца 597. и који је касније постао надбискуп Кентерберија. Током своје надбискупске службе поставио је првог бискупа Рочестера који је био пореклом из Енглеске и помагао је Феликсове мисионарске напоре међу Источним Англима. Када је Хонорије умро 653. године био је једини живи члан Грегоријанске мисије.